# Simfonija br. 7 (Beethoven)
Simfonija br. 7 u A-duru, op. 92, simfonija je u četiri stavka koju je skladao Ludwig van Beethoven između 1811. i 1812., dok se oporavljao u češkom lječilištu Teplitz. Djelo je posvećeno grofu Moritzu von Friesu. Na praizvedbi na sveučilištu u Beču 8. prosinca 1813. Beethoven je primijetio da je to jedno od njegovih najboljih djela. Drugi stavak, Allegretto, bio je toliko popularan da je publika zahtijevala bis. Allegretto se do danas često izvodi zasebno. 

## Povijest
Kad je Beethoven počeo skladati 7. simfoniju, Napoleon je planirao svoj pohod na Rusiju. Nakon 3. simfonije, a možda i 5. simfonije, čini se da je 7. simfonija još jedan Beethovenov glazbeni obračun s Napoleonom, ovaj put u kontekstu europskih oslobodilačkih ratova od višegodišnje Napoleonove dominacije. Beethovenov život u to je vrijeme bio obilježen pogoršanjem gubitka sluha, zbog čega su mu od 1819. godine bile potrebne „bilježnice za razgovor”, uz pomoć kojih je Beethoven komunicirao pisanim putem.

### Premijera
Djelo je praizvedeno pod dirigentskim vodstvom samog Beethovena u Beču 8. prosinca 1813. na dobrotvornom koncertu za vojnike ranjene u bitci kod Hanaua. U Beethovenovom obraćanju sudionicima motivi se ne imenuju otvoreno: „Dirkuje nas samo čisto domoljublje i radosno žrtvovanje naših moći za one koji su toliko žrtvovali za nas”.
Na programu je bilo i domoljubno djelo Wellingtonove pobjede, koje veliča pobjedu Britanaca nad Napoleonovom Francuskom. Orkestar je vodio Beethovenov prijateljn Ignaz Schuppanzigh, a uključivao je neke od najboljih glazbenika tog vremena: violinist Louis Spohr, skladatelji Johann Nepomuk Hummel, Giacomo Meyerbeer i Antonio Salieri. Na premijeri je violončelo svirao talijanski virtuoz na gitari Mauro Giuliani.
Djelo je bilo vrlo dobro prihvaćeno, tako da je publika zahtijevala da se stavak Allegretto odmah izvede na bis. Spohr je posebno spomenuo Beethovenove entuzijastične geste na podiju („kako se dogodio sforzando, on je velikom žestinom razmahnuo rukama ... na ulazu u forte skočio je u zrak”), i „Beethovenove prijatelje dogovorio ponavljanje koncerta” čime se „Beethoven izvukao iz svojih novčanih poteškoća”.

## Instrumenti
Simfonija je napisana za 2 flaute, 2 oboe, 2 klarineta u A, 2 fagota, 2 roga u A (E i D u unutarnjim stavcima), 2 trube u D, timpane i gudačke instrumente.

## Sastav
Napisana su četiri stavka:    
1. Poco sostenuto – Vivace (A-dur)
2. Allegretto (a-mol)
3. Presto – Assai meno presto (trio) (F-dur, Trio u D-duru)
4. Allegro con brio (A-dur)

Tipična izvedba traje otprilike 33 – 45 minuta, ovisno o izboru tempa i ako su izostavljena ponavljanja u 1., 3. i 4. stavku. 
Djelo u cjelini poznato je po upotrebi ritmičkih sredstava koja sugeriraju ples, kao što su točkasti ritam i ponavljane ritmičke figure. Također, tonski je suptilno, iskorištavajući napetosti između ključnih centara A, C i F. Na primjer, prvi stavak je u A-duru, ali ima ponovljene epizode u C-duru i F-duru. Osim toga, drugi stavak je u a-molu s epizodama u A-duru, a treći stavak, scherzo, u F duru.

### I. Poco sostenuto – Vivace
Prvi stavak počinje dugim, proširenim uvodom označenim kao Poco sostenuto koji je poznat po svojim dugim uzlaznim ljestvicama i kaskadnom nizu primijenjenih dominanta koje olakšavaju modulacije u C-dur i F-dur. Od posljednje epizode u F-duru, stavak prelazi u Vivace kroz niz od ne manje od šezdeset jednog ponavljanja note E.
Vivace je u sonatnom obliku, a njime dominiraju živahni točkasti ritmovi poput plesa, iznenadne dinamičke promjene i nagle modulacije. Razvojni dio počinje u C-duru i sadrži opsežne epizode u F-duru. Stavak završava dugom kodom, koja počinje slično kao i razvojni dio. Koda sadrži čuveni odlomak od dvadeset takta koji se sastoji od motiva od dva takta koji se ponavlja deset puta u pozadini glatke četiri oktave duboke pedalne točke E.
Tipično izvođenje ovog stavka traje otprilike 10 – 16 minuta.

### II. Allegretto
Drugi stavak u a-molu ima oznaku tempa allegretto ("malo živahan"), što ga čini sporim samo u usporedbi s ostala tri stavka. Ovaj je stavak izveden na na premijeri i od tada je ostao popularan. Njegovo oslanjanje na gudačku dionicu čini ga dobrim primjerom Beethovenova napretka u orkestralnom pisanju za gudače, nadovezujući se na Haydnove eksperimentalne inovacije.
Stavak je strukturiran u trostrukom obliku. Počinje glavnom melodijom koju sviraju viole i violončela, ostinatom (ritmička figura koja se ponavlja, ili bas, ili passacaglia od četvrtinke, dvije osminke i dvije četvrtinke).
Ovu melodiju zatim sviraju druge violine, dok viole i violončela sviraju drugu melodiju, koju je George Grove opisao kao "niz ljepotica ruku pod ruku, svaka se boji izgubiti kontrolu nad svojim susjedama". Prve violine zatim preuzimaju prvu melodiju, dok druge violine preuzimaju drugu. Ova progresija kulminira kada puhačka sekcija svira prvu melodiju, dok prva violina svira drugu.
Nakon toga, glazba se mijenja iz A-mola u A-dur jer klarineti preuzimaju mirniju melodiju na pozadini laganih trostrukih sviranja violina. Ovaj dio završava trideset sedam taktova kasnije brzim spuštanjem žica na ljestvici u a-molu, a prva melodija se nastavlja i razrađuje u strogom fugatu.
Tipično izvođenje ovog stavka traje otprilike 7 – 10 minuta.

### III. Presto – Assai meno presto
Treći stavak je scherzo u F-duru i trio u D-duru. Ovdje se trio (temeljen na austrijskoj hodočasničkoj himni) svira dvaput, a ne jednom. Ovo proširenje uobičajene A–B–A strukture ternarnog oblika u A–B–A–B–A bilo je prilično uobičajeno u drugim Beethovenovim djelima ovog razdoblja, poput njegove Četvrte simfonije, Pastoralne simfonije, 8. simfonije i Gudački kvartet op. 59 br. 2.
Tipično izvođenje ovog stavka traje otprilike 7 – 9 minuta.

### IV. Allegro con brio
Posljednji stavak je u sonatnom obliku. Prema glazbenom povjesničaru Glennu Stanleyu, Beethoven je "iskoristio mogućnost da gudačka dionica može ostvariti i kutnost i ritmički kontrast ako se koristi kao pozadina nalik na obbligato", posebno u kodi, koja sadrži primjer dinamičke oznake fff, rijedak u Beethovenovoj glazbi.
U svojoj knjizi Beethoven i njegovih devet simfonija, Sir George Grove je napisao: "Sila koja vlada cijelim ovim stavkom je doslovno nevjerojatna i podsjeća na Carlyleovog heroja Rama Dassa, koji ima 'dovoljno vatre u trbuhu da spali cijeli svijet.''' Donald Tovey, pišući u svojim Esejima o glazbenoj analizi, komentirao je "bahistički bijes" ovog pokreta, a mnogi drugi pisci komentirali su njegovu vrtložnu plesnu energiju. Glavna tema je precizna dvostruka vremenska varijanta instrumentalnog ritornella u Beethovenovom aranžmanu irske narodne pjesme "Spasi me od groba i mudrih", br. 8 njegovih dvanaest irskih narodnih pjesama, WoO 154.
Tipično izvođenje ovog stavka traje otprilike 6 – 9 minuta.

## Mišljenja
Kritičari i slušatelji često su bili potaknuti ili nadahnuti Sedmom simfonijom. Na primjer, jedan autor bilješke o programu piše:
… posljednji stavak juri nezaustavljivom brzinom koja prijeti da će cijeli orkestar pomesti s nogu i razbacati po kazalištu, uhvaćen u čistoj radosti izvođenja jedne od najsavršenijih simfonija ikada napisanih.

Skladatelj i autor glazbe Antony Hopkins o simfoniji kaže:
Sedma nam simfonija možda više od bilo koje druge daje osjećaj istinske spontanosti; bilješke kao da lete sa stranice dok nas nosi bujica nadahnutih izuma. Sam Beethoven je s ljubavlju govorio o njemu kao o „jednom od njegovih najboljih djela”. Tko smo mi da osporavamo njegovu prosudbu?
Drugi obožavatelj, skladatelj Richard Wagner, govoreći o živahnim ritmovima koji prožimaju djelo, nazvao ga je „apoteozom plesa”.
S druge strane, divljenje prema radu nije bilo sveopće. Friedrich Wieck, koji je bio prisutan tijekom proba, rekao je da je konsenzus, kako među glazbenicima tako i među laicima, bio da je Beethoven sigurno skladao simfoniju u pijanom stanju; dirigent Thomas Beecham komentirao je treći stavak: „Što možeš s tim? Zvuči kao da krdo volova skače okolo.”
Često ponavljana tvrdnja da je Carl Maria von Weber kromatsku bas liniju u kodi prvog stavka smatrao dokazom da je Beethoven „zreo za ludnicu” čini se kao izum Beethovenova prvog biografa, Antona Schindlera. Poznato je njegovo posesivno obožavanje Beethovena, a suvremenici su ga kritizirali zbog opsesivnih napada na Webera. Prema Johnu Warracku, Weberovom biografu, Schindler je karakteristično izbjegavao važne točke kada je branio Beethovena, a Warrack tvrdi i da ne postoji „ni jedan konkretan dokaz” da je Weber ikada izrekao tu primjedbu.